# Andrija Dũng-Lạc
Sveti Andrija Dũng-Lạc (vijetnamski: Anrê Trần An Dũng Lạc) (Kinh Bắc, oko 1785. – Hanoi, 21. prosinca 1839.) - vijetnamski svećenik, svetac mučenik. Odrubljena mu je glava tijekom protukršćanskih progona u Tonkinu, na sjeveru Vijetnama 1839. godine. Papa Ivan Pavao II. proglasio ga je svecem 1988. godine, zajedno s ostalih 116 vijetnamskih mučenika. Liturgijski spomen mu je 24. studenoga.

## Životopis
Rođen je u vrlo siromašnoj vijetnamskoj obitelji. Kao dojenče prodan je katoličkom kateheti koji ga je odgojio. Cijeneći njegovu inteligenciju, kateheta ga je usmjerio prema Crkvi, sve dok nije zaređen za svećenika 15. ožujka 1823. Nakon što je postao župnik, trpio je progon i uznemiravanje vlasti, koja ga je zatvorila. Vijetnamski car Minh Mạng oštro se protivio djelovanju kršćanskih misionara u Vijetnamu i utjecaju Francuske. Zabranio je dolazak novih misionara i progonio je postojeće misionare i svećenike u Vijetnamu.
Oslobođen od vjernika uz plaćanje otkupnine, Andrija Dũng-Lạc nekoliko je puta mijenjao teritorij, ali priča se neprestano ponavljala, sve dok nije bio konačno zatvoren, a zatim osuđen na smrt odrubljivanjem glave jer nije odustao od svoje katoličke vjere. Pogubljenje se dogodilo zajedno s ubojstvom svećenika i mučenika, Pietra Trương Văn Thija, koji ga je ugostio.

## Štovanje
Stotinusedamnaest europskih misionara, vijetnamskih svećenika i vjernika laika ubijeno je iz mržnje prema vjeri tijekom 17., 18. i 19. stoljeća. Kanonizirao ih je papa Ivan Pavao II. na Trgu svetog Petra u Vatikanu, u lipnju 1988. godine, čemu je prethodila nekolicina pojedinačnih beatifikacija još za vrijeme pape Lava XIII.
Tijekom tri stoljeća progona Katolika u Vijetnamu ubijeno je između 130 i 300 tisuća vjernika. Na temeljima njihova mučeništva izgrađena je Katolička Crkva u Vijetnamu, koja danas broji oko 6 milijuna vjernika, s petom najvećom katoličkom zajednicom u Aziji.

## Vanjske poveznice
Mrežna mjesta
- Martiri del Vietnam, Kongregacija za kauze svetaca, www.causesanti.va (tal.)